# Canal Zhengguo
 (août 2023).
La mise en forme du texte ne suit pas les recommandations de Wikipédia : il faut le « wikifier ».
Les points d'amélioration suivants sont les cas les plus fréquents :
- Les titres sont pré-formatés par le logiciel. Ils ne sont ni en capitales, ni en gras.
- Le texte ne doit pas être écrit en capitales (les noms de famille non plus), ni en gras, ni en italique, ni en « petit »…
- Le gras n'est utilisé que pour surligner le titre de l'article dans l'introduction, une seule fois.
- L'italique est rarement utilisé : mots en langue étrangère, titres d'œuvres, noms de bateaux, etc.
- Les citations ne sont pas en italique mais en corps de texte normal. Elles sont entourées par des guillemets français : « et ».
- Les listes à puces sont à éviter, des paragraphes rédigés étant largement préférés. Les tableaux sont à réserver à la présentation de données structurées (résultats, etc.).
- Les appels de note de bas de page (petits chiffres en exposant, introduits par l'outil «  Source ») sont à placer entre la fin de phrase et le point final[comme ça].
- Les liens internes (vers d'autres articles de Wikipédia) sont à choisir avec parcimonie. Créez des liens vers des articles approfondissant le sujet. Les termes génériques sans rapport avec le sujet sont à éviter, ainsi que les répétitions de liens vers un même terme.
- Les liens externes sont à placer uniquement dans une section « Liens externes », à la fin de l'article. Ces liens sont à choisir avec parcimonie suivant les règles définies. Si un lien sert de source à l'article, son insertion dans le texte est à faire par les notes de bas de page.
- La présentation des références doit suivre les conventions bibliographiques. Il est recommandé d'utiliser les modèles {{Ouvrage}}, {{Chapitre}}, {{Article}}, {{Lien web}} et/ou {{Bibliographie}}. Le mode d'édition visuel peut mettre en forme automatiquement les références.
- Insérer une infobox (cadre d'informations à droite) n'est pas obligatoire pour parachever la mise en page.

Pour une aide détaillée, merci de consulter Aide:Wikification.
Si vous pensez que ces points ont été résolus, vous pouvez retirer ce bandeau et améliorer la mise en forme d'un autre article.

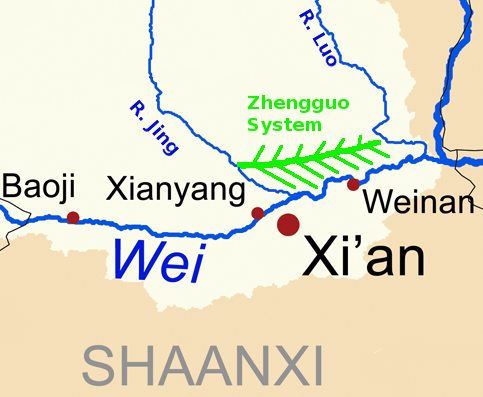
Schéma du canal

Le canal Zhengguo (chinois : 鄭國渠 ; pinyin : Zheng Guoqu ; translittération du Mandarin : « TcheungGouo Tshu ») est un canal d'irrigation du royaume de Qin construit par Zheng Guo, un hydraulicien du royaume Han de la période des Royaumes combattants de Chine.
Son achèvement est daté de la première année du règne du roi Ying Zheng, futur Qin Shi Huang (246 av. J.-C.), « premier empereur Qin ». Sa construction est postérieure au système d'irrigation de Dujiangyan mais précède celle du canal Ling.
Il existe aujourd'hui un nouveau canal dans la plaine du Guanzhong appelé Jinghui

## Histoire du canal

### La source historiographique
Le Livre des canaux, XXIX livre du Shiji de Sima Qian, relate au quatrième paragraphe l'histoire du canal :
«Parce qu'Han avait entendu dire que Qin aimait se lancer dans des grands projets, alors, dans l'intention d'épuiser ses forces et l'empêcher de faire une attaque à l'Est, il dépêcha un ingénieur des eaux nommé Zheng Guo, afin qu'il prodige à Qin le conseil pernicieux de creuser un canal [...]. Il ferait plus de 300 li de long et aurait pour but l'irrigation des champs.
Lorsqu'il fut à moitié achevé, le véritable motif fut compris et Qin eu alors l'intention de tuer Zheng Guo, mais Zheng Guo s'écria : « Au départ ma mission était une infiltration, mais l'achèvement de la construction est au bénéfice de Qin ; j'ai aidé le Royaume Han à protéger son existence pour quelques années, mais cela peut être pour le Royaume de Qin une réussite intemporelle ». Qin considéra qu'il disait vrai, et ainsi la construction du canal se poursuivit.

Lorsque le canal fut terminé, il servit à irriguer une superficie de plus de 40 000 qing, où les récoltes s'élevaient à un zhong par mu. Depuis lors, la zone à l'intérieur des cols fut transformée en terres fertiles, il n'y eut plus d'années calamiteuses et Qin devint riche et puissant, puis à la fin unifia les États féodaux. Voilà pourquoi on le nomma canal Zheng Guo »

### La source hydrologique
Le projet lancé par Lü Buwei, le régent de Qin, s'étala sur une dizaine d'années, et consista à détourner une partie des eaux de la rivière Jing vers la plaine du Guanzhong. Le canal principal était divisé en une multitude de branches secondaires desservies à tour de rôle par un système de vannes, alimentant des fossés de terres agricoles. Il rejoignait en aval la rivière Luo, un autre affluent de la rivière Wei.
D'une longueur de 300 li (environ 126 km) de long, il irrigue 40 000 qing : soit 1280 ou 2 666km² suivant la valeur retenue pour le mu. Autrement dit, l'équivalent d'une surface de 10 ou 21km de large sur les 126 que le canal compte de long

## Les conséquences
Le chantier de Zheng Guo s’interprète comme le symbole d'un changement d'ère :
- Un zhong (钟) par mu (畝)

Un "zhong", c'est-à-dire une cloche, représente un volume de 640l, soit un poids moyen de 499kg pour du blé, et de 527kg pour du riz. Le mu est aujourd'hui donné pour six ares et deux-tiers, ce qui correspondrait à une productivité de 75 ou 80 quintaux à l'hectare, mais il aurait pu équivaloir à 320m² du temps de la dynastie Han, ce qui représenterait de l'ordre de 160 quintaux. Ce rendement digne de celui des agricultures contemporaines les plus productives permettait vraisemblablement de subvenir aux besoins d'une vaste caste non-paysanne (soldats, artisans, ouvriers, noblesse, clergé, intellectuels et personnels administratifs)
- Tel est pris qui croyait méprendre

A l'opposé du mobile initial, le canal assura la prospérité du Royaume de Qin et soutint sa conquête des six autres royaumes combattants. Le récit acquiert alors une dimension d'enseignement moral : la déviation d'une source d'eau, une diversion qui détournait les ressources du Royaume, se retourna contre l'intention de ses instigateurs. Plus tard, un autre canal, dit Lingqu, jouera un rôle décisif dans la logistique de la conquête de la Chine du Sud, en reliant le bassin du Yangtsé et celui de la rivière des Perles
- Le statut des invités

L'incident conduisit également à l'éclatement d'un mécontentement de longue date à l'égard des "invités" au sein du clan Qin. Ce dernier poussa le roi à promulguer en 244 av. J.-C. le « Décret d'expulsion des invités », c'est-à-dire de tous les officiels nés hors du Royaume. Celui-ci motiva alors à son tour la « Lettre de recommandations des invités » - une requête auprès du roi Ying pour que celui-ci y renonce - rédigée par Li Si en 243 av. J.-C, dont on trouve l'écho dans la biographie que le Shiji lui dédie.
L'abrogation du décret fut pour l'originaire du Royaume de Chu un accomplissement retentissant dans une carrière qui l’amena jusqu'au poste de Chancelier Impérial

## Postérité du canal
Selon C. Lamouroux, un processus ininterrompu de redéploiement du canal se met ensuite en place :
« les remontées de la prise d’eau, depuis au moins un millénaire, auraient été rendues nécessaires par un double processus : d’une part, l’enfoncement du lit de la Jing ; d’autre part, l’exhaussement du lit de la partie supérieure du canal du fait de l’alluvionnement, au moment où, en été, l’eau de la Jing charrie une grande quantité de boue et de graviers ».
Le canal change également de nom :
- Le réseau Zheng-Bai

Dans la sixième année de l'empereur Wu de la dynastie Han (111 av. J.-C.), on ajouta six bras auxiliaires. Dans la deuxième année de Taishi, vers 95 av. J-C., à l'initiative de Bai, Gong de Zhao Guozhong, un second canal nommé Baiqu aménagea une bouche d'approvisionnement plus en amont, compensant la perte de débit
- Canal Longdong ?

Selon P.-É. Will, sous les Qing, le canal serait désormais nommé Longdong (N.B. : il existe un autre canal de ce nom plus à l'Ouest)
Il correspondrait « plus ou moins au tracé du nouveau canal creusé sous les Han » (comprendre le Baiqu) « et réaménagé sous les Tang, alors que l’ancien Zheng Guo avait disparu depuis longtemps ». Le canal alors « n’irriguait plus que soixante à quatre-vingt mille mu, » - 4 000 à 5 333ha - « et avait d’ailleurs cessé de capter l’eau de la Jing » (au moyen d'un autre cours d'eau vraisemblablement). 
- Canal Jinghui

Entre 1930 et 1935, pendant la décennie de Nankin, après le chaos suivant la chute du dernier empereur, un canal est de nouveau creusé dans la plaine du Guanzhong sous le nom de Jinghui (chinois : 泾惠渠 ; pinyin : Jīng huì qú ; translittération du Mandarin : « TingWheï Tshu »). À la suite d'importantes famines, la China International Famine Relief Commission (CIFRC, aussi connue sous le nom de Huayang yizhen hui), composée d'universitaires chinois et occidentaux, contribua par philanthropie au financement et à la conception d'aménagements qui furent décidés par le général Yang Hucheng, alors gouverneur du Shaanxi. La surface irriguée est ici de 873 000 mu - 52 000ha soit 520km² - avec un débit de 46m³/s à la vanne d'admission
Les principaux ingénieurs se partageant la paternité des nouvelles réalisations sont, côté américain, O.J. Todd, et côté chinois, Li Yizhi.

## Liens
| Voir aussi : - Système d'irrigation de Dujiangyan - Canal Lingqu - Grand canal de Chine - Canal des pharaons |
| Thèmes transversaux : - Royaumes combattants - Lettre de recommandations des invités - Shiji                 |
| Personnages : - Zheng Guo - Ying Zheng - Li Si - Lü Buwei - Sima Qian                                        |